# 터치 더 스카이 (래퍼)
터치 더 스카이(Touch the Sky, 본명: 이상재, 2004년 1월 19일 ~ )는 대한민국의 래퍼이다. 이전 예명은 Lil Nekh였다. 2021년 정규 앨범 [Wanju 2 Seoul]로 데뷔했다.

## 방송
- 쇼미더머니 8 (2019) - 2차 예선 탈락
- 고등래퍼 4 (2021) - 5위

## 음반
- 고등래퍼4 - 팀대항:단체전 (2021)
- 고등래퍼4 - 팀대항:교과서 랩 배틀1 (2021)
- 고등래퍼4 Semi Final 2 (2021)
- 고등래퍼4 Final (2021)
- 고등래퍼4 Instrumental (2021)
- Wanju 2 Seoul (2021)
- 빨리 달려 (2022)